# 特·官布扎布
特·官布扎布（1957年—），男，蒙古族，内蒙古库伦旗人，中国诗人、翻译家。曾任内蒙古人民出版社副社长、副总编辑。现任中国作家协会全国委员会委员。